# O speči kraljični in čudodelnem ptiču
O speči kraljični in čudodelnemu ptiču je slovenska ljudska pravljica. Nahaja se v zbirki slovenskih ljudskih pravljic, katere naslov je Slovenske pravljice. Pravljica v okviru zbirke izšla pri Novi reviji leta 2002. Za zbirko je pravljice uredila in zbrala Jana Unuk, spremno besedilo je napisal Niko Grafenauer, knjigo pa je ilustriral Rudi Skočir.

## Vsebina
Pravljica se začne z boleznijo. Oče neozravljivo zboli, zdravnik mu svetuje, naj najde človeka, ki bi zanj odšel iskat čudodelnega ptiča. Njegova starejša sinova se javita sama, oče ju pošlje na pot z denarjem. 
Najmlajši ostane z njim doma, ko se očetu stanje le še slabša, odide za njima. Na poti najde mrtvega človeka. Pokoplje ga in ob grobu zaspi. V sanjah se mu prikaže starec, ki mu pravi, naj sledi košuti. Junak se zbudi, zagleda košuto in gre za njo. S svetlimi rogmi mu sveti pot, ob lakoti ga nahrani in če je žejen, mu da piti. Olajša mu vsako težavo na poti. 
Naposled ga pripelje do gradu, v katerem se nahaja čudodelni ptič. Ne najde le ptiča, na postelji leži prelepa črnolasa kraljična, v katero se zaljubi. Odloči se, da bo počakal, da se zbudi. Po treh dneh še vedno spi, zato se odloči, da gre domov. Carični pusti sporočilo, saj je vzel meč, vino in kruh. 
Vsi ti predmeti imajo čudežno moč in mu pridejo prav na poti. V prvem mestu z mečem uniči vse sovražnike, v drugem ozdravi vse meščane in v tretjem nahrani lačne. Predmete pušča za sabo, v naslednjem mestu vidi vislice. Pozanima se, koga bodo obesili. Izve, da njegova dva brata. Odide do kraljice in ju reši.
Na poti domov se brata želita polastiti čudodelnega ptiča, zato junaka pahneta v volčja jamo v upanju, da bo umrl. Ko brata prispeta domov, ju je oče vesel, še bolj pa se razveseli ptiča, saj ga lahko ozdravi. Ptič ob petju iz kljuna krvavi, tri kapljice te krvi pa ozdravijo vsako bolezen. Vendar ptič ne poje.
Medtem zasliši krike na pomoč kmet, ki se po naklučju znajde v okolici volčje jame. Reši junaka, ga nahrani in napoji ter pospremi domov. Doma je oče vesel, da je živ. Junak ne izda svojih bratov. 
Nekaj dni zatem pa se pojavi kraljična. Hoče spoznati človeka, ki jo je rešil uroka. Oče pošlje starejša dva, vendar ugotovi, da ne poznata treh predmetov. Spozna ju za krivega, priznata, da jo je rešil najmlajši. 
Ob soočenju kraljična uporabi meč in ubije škodljivca, junaka pa vzame za svojega moža.

## Analiza pravljice
Avtor
- neznan, ustno izročilo

Pripovedovalec
- tretjeosebni/vsevedni

Liki
- nimajo imen - značilnost pravljic
- glavne: kraljevič, čudodelni ptič, kraljična
- stranske: starejša brata, oče, starec, košuta, kmet

Prostor
- neznan

Čas
- Neznan

Motivi
- bolezen (oče zboli, potrebuje zdravilo)
- ljubezen (kraljevič se zaljubi v kraljično)
- sovraštvo (starejša brata sta nevoščljiva do mlajšega)

Motiv za dogajanje
- bolezen - želja po ozdravitvi očeta

Ključni dogodki
- bolezen očeta
- odhod sinov
- junak pokoplje truplo
- prihod v grad
- pot domov (mesta, kjer pomaga)
- rešitev bratov
- ozdravitev očeta
- poroka

Pravljično število 3
- Pri kraljični čaka tri dni, da bi se zbudila
- Z mečem zamahne trikrat
- Tri kapljice krvi
- Kraljična je trikrat zganila ustnice

Arhaizmi
- bolehati
- vrniti zdravje
- dospeti
- domisliti
- sobna oprava
- imenitne reči
- zreti
- truma
- krčmar

Vrsta pravljice
- Čudežna

Nasprotja
- Bolezen - zdravje
- Ljubezen - sovraštvo

Konec
- Srečen

Sporočilo
- Resnica pride vedno na dan.

## Interpretacija dela
Glede na teoretične poglede pravljici ustreza strukturalistični pristop analiziranja. Strukturalistični pristop je utemeljil Vladimir Propp v knjigi Morfologija pravljice, ki je bila izdana leta 1928 prvič, njen ponatis pa leta 2005. 

### Funkcije
Po Proppovi teoriji je pravljica čarobna. Prav tako kot vse ostale, ki ustrezajo tej teoriji, je pravljica enotipska. Zanjo je značilno, da je sestavljena iz 31 funkcij, funkcije pa so stalnice, ne glede na to, kdo in kako jih izvršuje. Zaporedje funkcij je vedno enako in so izražene s samostalniki. Opisujejo, kaj se dogaja, kdo je vršilec dogajanja in kako dogajanje steče. Spremenljivke so osebe, le funkcije oseb so nespremenljive. Za pravljico je prav tako značilen čarobni rekvizit, okrog katerega se dogajanje najprej zaplete, doseže vrh in na koncu tudi razplete.
Pri pravljici O speči kraljični in čudodelnemu ptiču se pojavljajo vse funkcije, vendar pa nimajo stalnega vrstnega reda. Začne se s prvo funkcijo, katere definicija je odhod. Starejša brata odideda od doma, oče jima da denar v upanju, da bosta čim prej našla čudodelnega ptiča. Sledi druga funkcija. Njena definicija je prepoved. Najmlajšemu bratu prepovejo, da bi odšel z njima. Starejša brata mu naročita, naj raje doma pazi na očeta in njegovo zdravje. Najmlajši sin se s tem ne strinja, zato se začne odpor. To je deseta funkcija po vrsti, imenujemo jo začetek odpora. Sledi tretja funkcija, ki jo lahko povzamemo s samostalnikom kršitev. Za njo se pojavi enajsta funkcija – odprava. Junak zapusti dom, saj se zave, da je z očetom iz dneva v dan slabše, zato se kljub prepovedi odloči, da bo našel čudodelnega ptiča. Še pred kršitvijo se pojavi praviloma osma funkcija, katere definicija je manko. Očetu manjka zdravja, zato so vsi njegovi sinovi odšli na pot. Najmlajši sin na začetku svoje poti dobi posrednika. To je deveta funkcija, ki je definirana kot posredništvo. V sanjah se pojavi starec, pokaže mu košuto, ki ga bo vodila do cilja. Junak se res zbudi in ji sledi. 
V pravljici že imamo junaka. Junak se pojavi v deveti funkciji. Njegova glavna naloga je najti čudežno sredstvo – čudodelnega ptiča. Je iskalec. Na tej točki se začne tudi zaplet pravljice. Junak je na poti za čudežnim sredstvom. V pravljico vstopi tudi darovalec ali oskrbnik. V našem primeru je košuta tista, ki bo junaka pripeljala do željenega predmeta. 
Preden se junaku prikaže v sanjah starec, ga je čakala preizkušnja – na poti je našel mrtvega človeka. Pokopal ga je, v dar pa dobil košuto. Ta funkcija je prva, kjer junaka preizkušajo, drugače pa dvanajsta po vrsti. Njena definicija je prva darovalčeva funkcija. V trinajsti funkciji se junak odzove na preizkušnjo (junakov odziv) in nadaljuje pot. Seveda je v dar dobil oskrbnika – košuto. Košuta ga privede do čudodelnega ptiča. Sledi četrta funkcija. Junak se vrača domov, z iskanim predmetom in sliši novico o svojih bratih. Reši ju vislic in tako se pojavita škodljivca. Najprej škodljivca poizvedujeta, nato izdata junaka, ga prizadaneta in mu škodujeta. To so štiri zaporedne funkcije škodljivcev. Škodljivca prideta domov, se izdajata za zmagovalca. Pri iskanemu predmetu se je pojavila kraljična. Kraljična najde rešiteljev dom, vendar ugotovi, da ni spoznala pravega. Privedejo najmlajšega brata, saj starejša nista prestala preizkušnje. Tu se junak in škodljivca spopadeta. Junak točno ve, o katerih predmetih govori kraljična, škodljivca pa ne. Junaka zaznamujejo meč, vino in kruh. Junak zmaga, škodljivcema kraljična odseka glavi. S čudodelnim ptičem premagajo bolezen. 
Pred vsemi temi dogodki se je junak znašel v volčji jami. Našel ga je kmet. Ta funkcija ima definicijo zasledovanje. Ko ga kmet privede domov, je zasledovanja rešen, vendar ga v njegovi deželi ne prepoznajo kot zmagovalca. Govorimo o funkciji prihod brez prepoznave. Starejša brata sta postavila neutemeljene zahteve. Privedejo ju pred kraljično, ki ju spozna za kriva, junak pa se mora z njo soočiti. To je zanj težka naloga, saj je v kraljično zaljubljen. Naloga je rešena, ko ga kraljična prepozna kot junaka in lažna junaka razkrinka. Junak dobi novo podobo – dedič, škodljivca sta premagana in zadnja funkcija je poroka. Kraljična se poroči z junakom.

## Liki
Za vse pravljice strukturalističnega tipa je značilno, da vsebujejo sedem likov. Vsak lik ima svoje funkcije in svoj krog delovanja. 

### Škodljivec
Škodljivca sta v tej pravljici starejša brata. Že od samega začetka želita bratu slabo. Pustita ga samega z očetom, onadva pa se odpravita v svet zapravljati očetov denar in ne z namenom najti iskani predmet. Brat ju sprva ne spregleda. Reši ju vislic, medtem pa onadva že kujeta načrt, kako se bosta polastila čudodelnega ptiča in brata umorila. Ko jima uspe pahniti brata v volčjo jamo, se razglasita za zmagovalca, vendar čudodelni ptič v njuni prisotnosti ne poje in je zato neuporaben za očetovo zdravje. Na koncu le priznata krivdo in brata razglasita za zmagovalca. Ker sta škodljivca, umreta. 
V krogu njunega delovanja je škodovanje in vse oblike spopada z junakom.

### Darovalec
Darovalec je starec, ki se junaku pokaže v sanjah in mu pokaže košuto. Starec je podoba mrliča, kateri prekriža pot junaku na začetku njegovega potovanja. V zahvalo, ker ga je pokopal, mu pokaže čudežno sredstvo.
V krogu njegovega delovanja je priprava na čudežno sredstvo (preizkuša junaka) ter njegova dodelitev.

### Čudežni pomočnik
Čudežno sredstvo oz. pomočnika dodeli darovalec. Starec v sanjah pokaže na košuto, ta pa našemu junaku utira pot, mu pomaga prebroditi težave, lakoto, žejo in ga privede do cilja. 
Krog delovanja čudežnega pomočnika obsega junakov prostorski premik (kraj smrti starca do gradu, kjer je kraljična), zapolnitev manka (junak najde čudodelnega ptiča), razrešitev težkih nalog (meč, vino, kruh) ter junakovo preobrazbo (junak je poveličan, dedič).

### Pošiljatelj
V pravljici je pošiljatelj oče. Najprej pošlje starejša dva sinova, mlajšega hoče imeti ob sebi, saj mu pomeni največ. Ko ga tudi najmlajši prosi za dovoljenje na pot, mu oče prošnjo odobri, vendar mu je hudo, saj mu najmlajši junak pomeni največ. 
Oče je bolan, zdravilo za njegovo bolezen se nahaja v gradu. To je čudodelni ptič, kateri ob petju krvavi iz kljuna. Oče naj bi spil tri kaplice te krvi in ozdravel. Najmlajši sin ga ozdravi, zato ga še bolj časti, za dvema starejšima sinovoma pa ne žaluje dolgo, saj je poštenost zanj največja vrednota. Brata sta mlajšega izigrala, mu hotela vse najslabše le zato, da bi se pred očetom pokazala v najboljši luči. 
Njegov krog delovanja obsega le odpošiljanje, kar pa je povezovalni dejavnik.

### Junak
Junak je najmlajši sin, očetov ljubljenec. Je zelo pošten fant, z moralnimi načeli (pokoplje tujca) in dobrosrčen (na poti domov pomaga v treh deželah, svoja sebična brata reši). Je neizkušen, strah ga je soočenja z lepotico, ki jo reši uroka. Njegova pomoč je nesebična, brata reši, čeprav sta zapravila denar, ki jima ga je dal oče in nista naredila ničesar zanj. 
Njegov krog delovanja obsega odpravo na iskanje, odziv na darovalčeve zahteve (pokop tujca) in poroko. Naš junak je junak iskalec.

### Lažni junak
V vlogi lažnega junaka v tej pravljici prepoznamo kmeta, ki se slučajno znajde v okolici volčje jame, v katero je bil pahnjen junak. Kmet zasliši krike na pomoč, se na njih odzove, junaka pelje k sebi domov, da se naje in napije ter ga pospremi domov. Med potjo mu razloži celotno zgodbo, kmet je ogorčen nad dejanjem njegovih bratov, vendar pred ostalimi molči.
Krog delovanja lažnega junaka obsega odpravo na iskanje.

### Carična
Carična je prikupno, lepo dekle, ki je bila nekaj let nazaj uročena in je spala. O uroku ne zvemo nič, vemo le, da jo naš junak uroka reši, ko vzame čudodelnega ptiča in meč, vino ter kruh. Z vsemi predmeti si pomaga na poti domov in jih v mestih pušča. Carično vodijo do njega in zaradi teh predmetov je pravica povrnjena.
Njen krog delovanja obsega označitev (junak je označen s pomočjo meča, vina ter kruha), razkrinkanje (razkrinka oba škodljivca) ter poroka.

## Izdaje
- Slovenske pravljice, Nova revija, Ljubljana, 2002